# كولمان سكوت
كولمان سكوت (بالإنجليزية: Coleman Scott)‏ هو مصارع هاوي أمريكي، ولد في 19 أبريل 1986 في واينسبرغ في الولايات المتحدة.

## وصلات خارجية
- كولمان سكوت على موقع قاعدة بيانات المصارعة الدولية (الإنجليزية)
- كولمان سكوت على موقع أوليمبيديا (الإنجليزية)